# Jet, Oklahoma
Jet är en ort i Alfalfa County i Oklahoma. Trots stavningen fick orten sitt namn efter de sex bröderna Jett som grundade orten. De första byggnaderna restes på Dick Jetts mark och brodern Warner Jett utsågs till postmästare. Vid tidpunkten för Oklahomas grundande som delstat, år 1907, hade Jet 213 invånare, exakt lika många som år 2010. Folkmängden ökade till fram till andra världskriget och år 1940 bodde 442 personer i Jet. Efter kriget sjönk folkmängden fram till 1970- och 1980-talets uppgång inom oljebranschen som resulterade i en tillfällig ökning.